# بول روز
بول روز (بالإنجليزية: Paul Rose)‏ هو مقدم تلفزيوني بريطاني، ولد في 1951 في المملكة المتحدة.

## وصلات خارجية
- الموقع الرسمي